# 존 D. 르메이

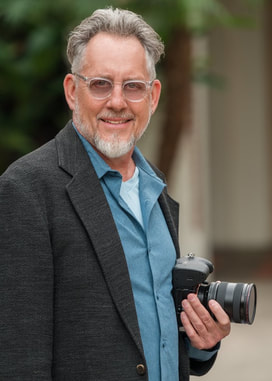

존 D. 르메이(John D. LeMay, 1962년 5월 29일 ~ )는 미국의 배우, 텔레비전 배우이다.
세인트폴에서 태어났다.

## 영화
- 라스트 프라이데이 (1993년) - 스티브 프리맨 역
- 13일의 금요일 - TV 시리즈 (1987년) - 라이언 댈리언 역
- 머나먼 정글 (1987년)
- 더 뉴 키즈 (1985년)